# استلا ایمانوئل
استلا ایمانوئل (به انگلیسی: Stella Immanuel) (زاده ۱۹۶۵) یک پزشک آمریکایی کامرونی است. وی پس از اتمام تحصیلات پزشکی در نیجریه به ایالات متحده آمریکا مهاجرت کرد و در حال حاضر در یک کلینیک خصوصی واقع در ایالت تگزاس مشغول به کار است.
هنگام شیوع ویروس کرونا در سال ۲۰۲۰ وی بابیان این که داروی هیدروکسی کلروکین برای درمان بیماری ناشی از ویروس کرونا مفید است توجه بین‌المللی را به خود جلب کرد. همچنین او اظهار داشت که اقدامات بهداشتی نظیر استفاده از ماسک و دوری از اجتماع ضروری نیست. پس از این اظهارات رسانه‌های اجتماعی فیلم‌ها و پست‌های وی را به دلیل تبلیغ اطلاعات غلط پیرامون بیماری همه گیر کرونا حذف کردند. برخی از اظهار نظرهای این پزشک در گذشته نیز سوژه بسیاری از رسانه‌ها شده بود ازجمله اداره شدن کشور آمریکا توسط ارواح فرازمینی، استفاده برخی شرکتهای بزرگ از دی ان ای موجودات فرازمینی در تولید دارو و درمان انسان‌ها و تأثیر برقراری رابطه جنسی با اجنه و شیاطین در خواب بر جسم زنان.

## زندگی و تحصیل
ایمانوئل در سال ۱۹۶۵ در کامرون متولد شد. او از چهار سالگی به پزشکی علاقه داشت. ایمانیوئل در کالج پروتستان کامرون و یک دبیرستان در شهر بالی به تحصیل پرداخت. وی در سال ۱۹۹۰ در دانشگاه کالبر فارغ‌التحصیل شد و در سال ۱۹۹۲ به آمریکا رفت. سرانجام ایمانیوئل دوره تخصص اطفال را در نیویورک آمریکا به پایان رساند.

## رئیس‌جمهور آمریکا
دونالد ترامپ رئیس‌جمهور آمریکا مانند ایمانیوئل معتقد است مصرف داروی هیدروکسی کلروکین می‌تواند بر ویروس کرونا تأثیر مثبت داشته باشد. ترامپ از ایمانیوئل به عنوان فردی «بسیار تأثیرگذار» یاد کرده و کلیپی را از وی در همین خصوص باز نشر کرده‌است.